# Salvador Farfán
Salvador Farfán (* 22. Juni 1932; † 7. März 2023) war ein mexikanischer Fußballspieler, der meistens im Mittelfeld agierte. Er war der Vater des Fußballspielers Gonzalo Farfán, der in den 1980er Jahren ebenfalls für den CF Atlante spielte.

## Leben
Salvador Farfán begann seine Profikarriere spätestens in der Saison 1950/51 beim Club América und stand Anfang der 1960er Jahre (nachweislich zumindest zwischen 1961 und 1964) beim CF Atlante unter Vertrag.
Ende 1961 bestritt Farfán die beiden entscheidenden WM-Qualifikationsspiele der mexikanischen Nationalmannschaft gegen Paraguay, die am 29. Oktober und 5. November mit 1:0 und 0:0 erfolgreich absolviert wurden, wodurch „El Tri“ der Sprung zur Fußball-Weltmeisterschaft 1962 gelang. Zwar wurde Farfán für das mexikanische WM-Aufgebot 1962 nominiert, kam dort allerdings nicht zum Einsatz. Überhaupt waren seine beiden Länderspiele gegen Paraguay die einzigen Auftritte im Dress der Nationalmannschaft.